# Alicia Molik
Alicia Molik ( Adelaida, 27 de enero de 1981) es una exjugadora de tenis profesional australiana. 
Molik ganó la medalla de bronce en los Juegos Olímpicos de Atenas 2004 en individuales, al vencer a Anastasiya Myskina por 6-3 y 6-4. Entre otros triunfos de su carrera se encuentra el Abierto de Zúrich del año 2004, un torneo de categoría I, venciendo en la final de a la rusa María Sharápova. Molik se retiró del tenis profesional el 4 de septiembre de 2008 tras una derrota en primera ronda de las Olimpiadas de Pekín ante la española María José Martínez. Tras un año de retiro el 7 de agosto de 2009 anuncia su vuelta a las pistas en varios eventos de dobles en las pistas norteamericanas y en un torneo ITF de individuales en Darwin, Australia. De momento no ha anunciado una vuelta completa al circuito, va a jugar en estos eventos para ver como evoluciona una infección en su oído que lleva sufriendo desde 2005 y que fue una de las principales causas de su retirada. La tenista australiana destaca por su altura (1,82 m), su larga melena rubia, su potente servicio y su revés a una mano. Ha vuelto a jugar en la Copa Federación en febrero del 2010, en el enfrentamiento contra España.

## Títulos WTA (22)

### Individuales (5)
| Leyenda               |
| Grand Slam (0)        |
| WTA Championships (0) |
| Tier I (1)            |
| WTA Tour (4)          |

| N.º | Fecha                 | Torneo     | Superficie | Oponente en la final | Resultado        |
| 1.  | 12 de enero de 2003   | Hobart     | Dura       | Amy Frazier          | 6-2, 4-6, 6-4    |
| 2.  | 8 de agosto de 2004   | Estocolmo  | Dura       | Tatiana Perebiynis   | 6-1, 6-1         |
| 3.  | 24 de octubre de 2004 | Zúrich     | Dura (i)   | María Sharápova      | 4-6, 6-2, 6-3    |
| 4.  | 31 de octubre de 2004 | Luxemburgo | Dura (i)   | Dinara Sáfina        | 6-3, 6-4         |
| 5.  | 15 de enero de 2005   | Sídney     | Dura       | Samantha Stosur      | 6-7(5), 6-4, 7-5 |

### Finalista en individuales (5)
- 2003: Sarasota (pierde ante Anastasiya Myskina)
- 2003: Budapest (pierde ante Magüi Serna)
- 2004: Vienna (pierde ante Anna Smashnova)
- 2005: Doha (pierde ante María Sharápova)

### Dobles (7)
| Legend                |
| Grand Slam (2)        |
| WTA Championships (0) |
| Tier I (1)            |
| WTA Tour (4)          |

| N.º | Fecha                  | Torneo               | Superficie    | Pareja              | Oponentes en la final                     | Resultado        |
| 1.  | 14 de junio de 2004    | Eastbourne           | Césped        | Magüi Serna         | Svetlana Kuznetsova Elena Likhovtseva     | 6-4, 6-4         |
| 2.  | 2 de agosto de 2004    | Estocolmo            | Dura          | Barbara Schett      | Emmanuelle Gagliardi Anna-Lena Groenefeld | 6-3, 6-3         |
| 3.  | 1 de noviembre de 2004 | Filadelfia           | Dura          | Lisa Raymond        | Liezel Huber Corina Morariu               | 7-5, 6-4         |
| 4.  | 17 de enero de 2005    | Abierto de Australia | Dura          | Svetlana Kuznetsova | Lindsay Davenport Corina Morariu          | 6-3, 6-4         |
| 5.  | 21 de febrero de 2005  | Doha                 | Dura          | Francesca Schiavone | Cara Black Liezel Huber                   | 6-3, 6-4         |
| 6.  | 21 de marzo de 2005    | Miami                | Dura          | Svetlana Kuznetsova | Lisa Raymond Rennae Stubbs                | 7-5, 6-7(5), 6-2 |
| 7.  | 28 de mayo de 2007     | Roland Garros        | Tierra batida | Mara Santangelo     | Katarina Srebotnik Ai Sugiyama            | 7-6(5), 6-4      |